# Historia de Andahuaylas
Antahuaylla, designa a un espacio geográfico ubicado en la cordillera de los andes centrales del Perú, ese espacio en mención es un hermoso valle donde fluyen calmadamente las aguas del río Chumbao a cuyas orillas se han desarrollado las ciudades de San Jerónimo, Andahuaylas y Talavera. 

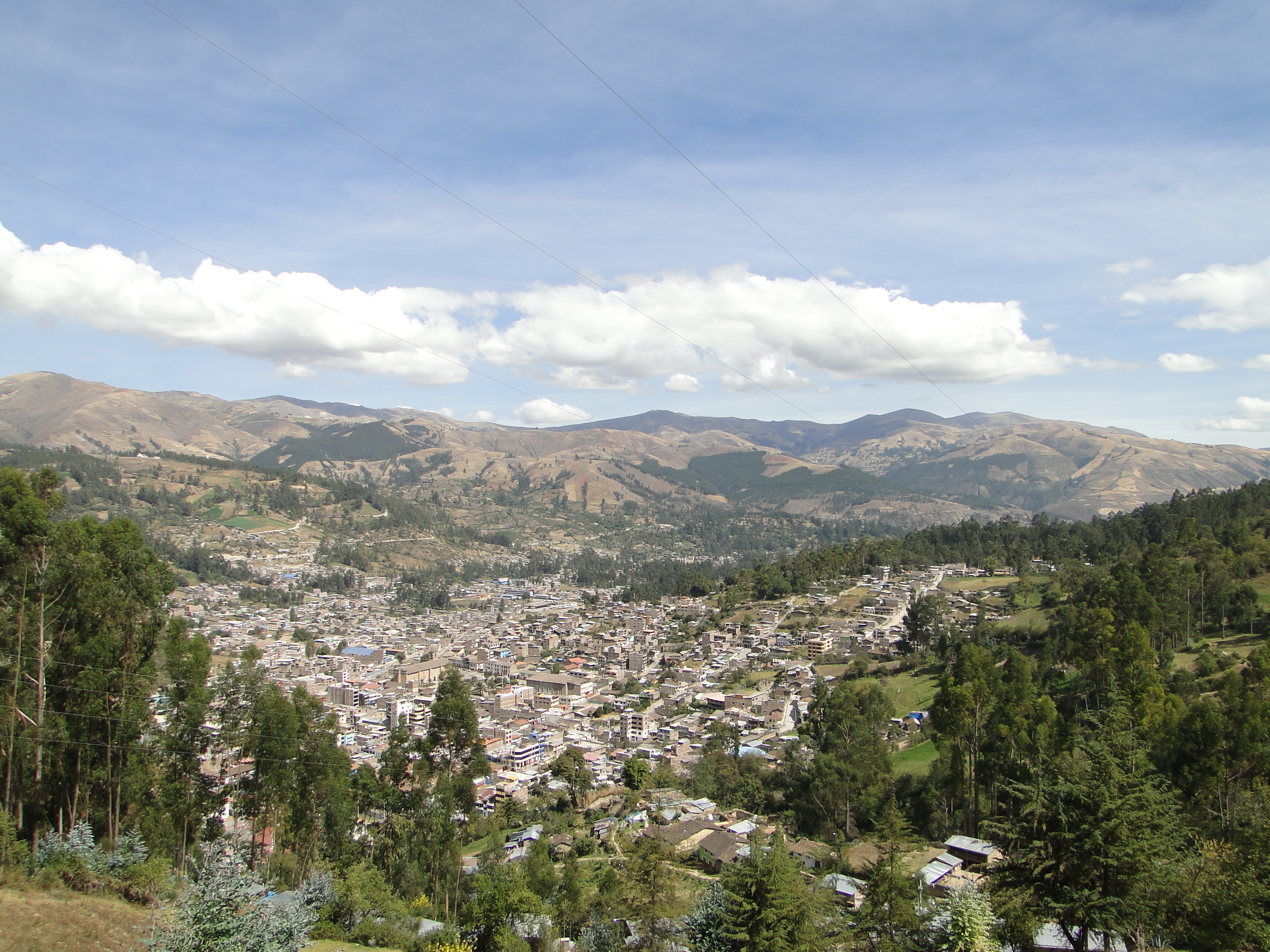
Antahuaylla, valle donde se erigen las ciudades de Andahuaylas, San Jerónimo y Talavera

Por otro lado, Andahuaylas es el nombre de la Provincia más importante del Departamento de Apurímac, como tal, Andahuaylas contiene dentro de su demarcación político territorial a numerosos distritos como: Pomacocha, Andarapa, Chiara, Huancarama, Huancaray, Huayana, José María Arguedas, Kakiabamba, Kishuará, Pacobamba, Pacucha, Pampachiri, San Antonio de Cachi, San Jerónimo, Santa María de Chicmo, San Miguel de Chacccrampa, Talavera, Tumay Huaraca, Turpo y el distrito de Andahuaylas.
Los Chancas, etnia que luchó contra los Incas por la hegemonía de los andes, ocuparon una extensión geográfica que comprende parte de los territorios de Ayacucho, Huancavelica y Apurímac; siendo el valle de Antahuaylla uno de los principales sectores administrativos de los Chancas.
En ese orden de ideas, Antahuaylla es la palabra raíz del cual surge el nombre de Andahuaylas, pero desde un inicio Antahuaylla siempre ha designado al valle, ese espacio geográfico, donde están asentadas las ciudades de San Jerónimo, Andahuaylas y Talavera. Contrariamente, Andahuaylas es el nombre de una Provincia, de un Distrito y de una ciudad.
Antahuaylla, es una palabra quechua compuesta a su vez, por la conjunción de las palabras: Anta que significa: celajes color de cobre; y la palabra: huallya que significa a su vez: pradera. Por tanto, Antahuaylla vendría a significar: pradera de los celajes; término sobre el cual están de acuerdo muchos autores y en especial Juan Barrio, quién en su libro titulado: Antahuaylla en la ruta de los libertadores; publicado hacia el año de 1975, en la ciudad de Lima; dedica todo un capítulo a explicar el origen y el significado de Antahuaylla.

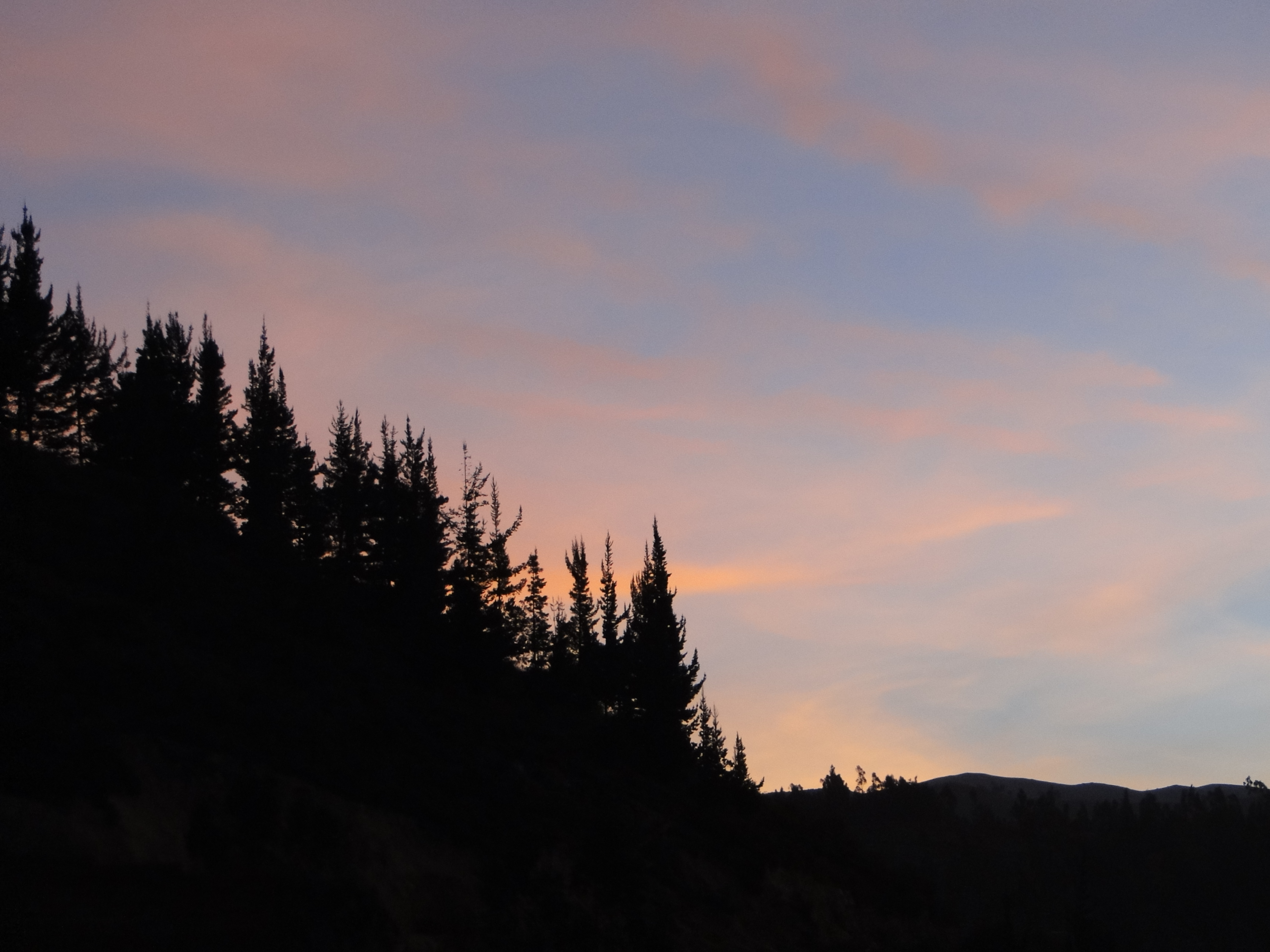
Detalle del cerro tutelar Huaihuaca con un fondo de los celajes del atardecer

El presente aporte es para otorgar un sitial adecuado y bien diferenciado a la palabra: Antahuaylla, el cual lamentablemente está siendo relegada por los usuarios al olvido, porque se usa apenas como una palabra raíz del cual proviene la palabra Andahuaylas; cuando, por otro lado, como ya hemos señalado anteriormente, Antahuaylla es el nombre antiguo del valle; y tratar de conocer algo más de esta palabra nos permite conocer, también, acerca de nuestros antepasados.

## Periodo prehispánico
Los inicios de actividad humana dentro de la zona de Antahuaylla se deduce en 12,000 años a. C. Esta teoría se basa en la proximidad geográfica que tiene la zona con Ayacucho en el cual se han descubierto rastros de la actividad humana correspondiente a 14,500 años a. C. Existen en diversos distritos de la Provincia de Andahuaylas cavernas con numerosos restos óseos humanos, esos lugares son: Huancaray (sector de Ayapata); Huayana (sector Ccespe Marca); Pomacocha (sector Tallimarca); San Antonio de Cachi (sector Sinhuayomachay); San Jerónimo (sector Huasipara); Tumay Huaraca (sector Iglesiamachay).

### Periodo lítico
Corresponde a los cazadores avanzados (12.000 años a. C. hasta los 6000 años a. C.). Denominado también como el periodo de los 'Huacccharunas', que han deambulado en toda la región aprovechando los recursos naturales para su subsistencia. Andahuaylas posee una característica geográfica muy peculiar porque en pequeñas áreas geográficas es posible hallar una gran variedad de microclimas, pero la región es eminentemente Quechua.

### Periodo arcaico
Hacia los 6000 años a. C. se ha establecido la revolución agrícola en los andes. Para este etapa entran en escena los 'Antarunas', (sedentarios) y los 'Purinrunas' (nómades). El primero se dedicó a desarrollar aún más la agricultura, (papa, maíz); mientras que los segundos se especializaron en la ganadería (domesticación de camélidos). Surgen las primeras aldeas y con ellas las construcciones de índole religioso.
Hacia finales del periodo arcaico, se da las primeras manifestaciones de la cerámica. Es posible fechar algunas de las numerosas pinturas rupestres que hay en la zona como correspondiente a esta etapa del desarrollo humano. (Pinturas rupestres de Compicancha).

### Periodo formativo
Durante este periodo que abarca aproximadamente desde los 2000 años a. C. la zona fue influenciada por la cultura Chavín (de manera esporádica) y las culturas Paracas y Nazca (sobre todo por estas dos últimas por su cercanía geográfica). Los objetos de oro hallados en el cerro Huayhuaca, (a cuyas faldas se levanta la ciudad de Andahuaylas) tienen una antigüedad de 1800 años a. C.Sin duda este hallazgo, demuestra que en la zona se ha desarrollado una sociedad compleja en la cual se dio la especialización de labores, y entre ellos aparece la labor de los artesanos en metales.

### Desarrollo regional
Se hace presente la influencia de la cultura Tiawanaco.

### Wari
Que abarca desde aproximadamente 300 años d. C. etapa en la cual toda la zona cae bajo dominación de la cultura Wari. Existen evidencias que por esta zona se transitaba para llegar de Ayacucho a Pikillaccta en Cuzco. Característico de esta etapa son los fragmentos de cerámica de color rojo.

### Chanka
Con el fin de la cultura Wari aparecen en escena los Chankas provenientes del departamento de Huancavelica. Desplazando a los Quechuas quienes tuvieron que retirarse a la otra orilla del río Pachachaca. En el año de 1943, en la población de Larcay se halló de manera casual un ídolo de madera recubierto de oro de una sola pieza, así mismo se halló una momia con indumentaria de tela de vicuña, adornos de oro y planchas de oro con figuras de cabezas de pumas así como adornos de plumas de aves. Lamentablemente desaparecieron en su totalidad. Lo último que se supo fue, que fueron reclamados por el prefecto llamado Pastorellí de la ciudad de Ayacucho.
El periodo Chanka, culminó, luego de que fueran derrotados por las huestes incaicas. Por otro lado un grupo importante se retiró hacia la selva para establecerse con el tiempo en Lamas, San Martín. En la actualidad los residentes de Lamas señalan que son los descendientes de los Hanan Chankas de Andahuaylas.

### Inca
Durante el periodo de influencia incaica, Antahuaylla estaba poblada por diversos Ayllus y etnias, aparte de la etnia Chanka, podemos hallar a orejones, chachapoyas, quechuas, yungas, huancas. Este dato en particular puede deducirse del documento de 1539 denominada: "Cédula de encomienda de Francisco Pizarro a Diego Maldonado" en el que se detalla que Andahuaylas estaba conformado, en ese entonces; por los Hanachankas, Hurinchankas y los quechuas de Bilcaporo.
En el conjunto arqueológico de Sondor, ubicado en Pacucha, se puede observar algo de la arquitectura Inca, como son las tradicionales entradas doble jamba y las piedras almohadilladas.

## Periodo de la Conquista

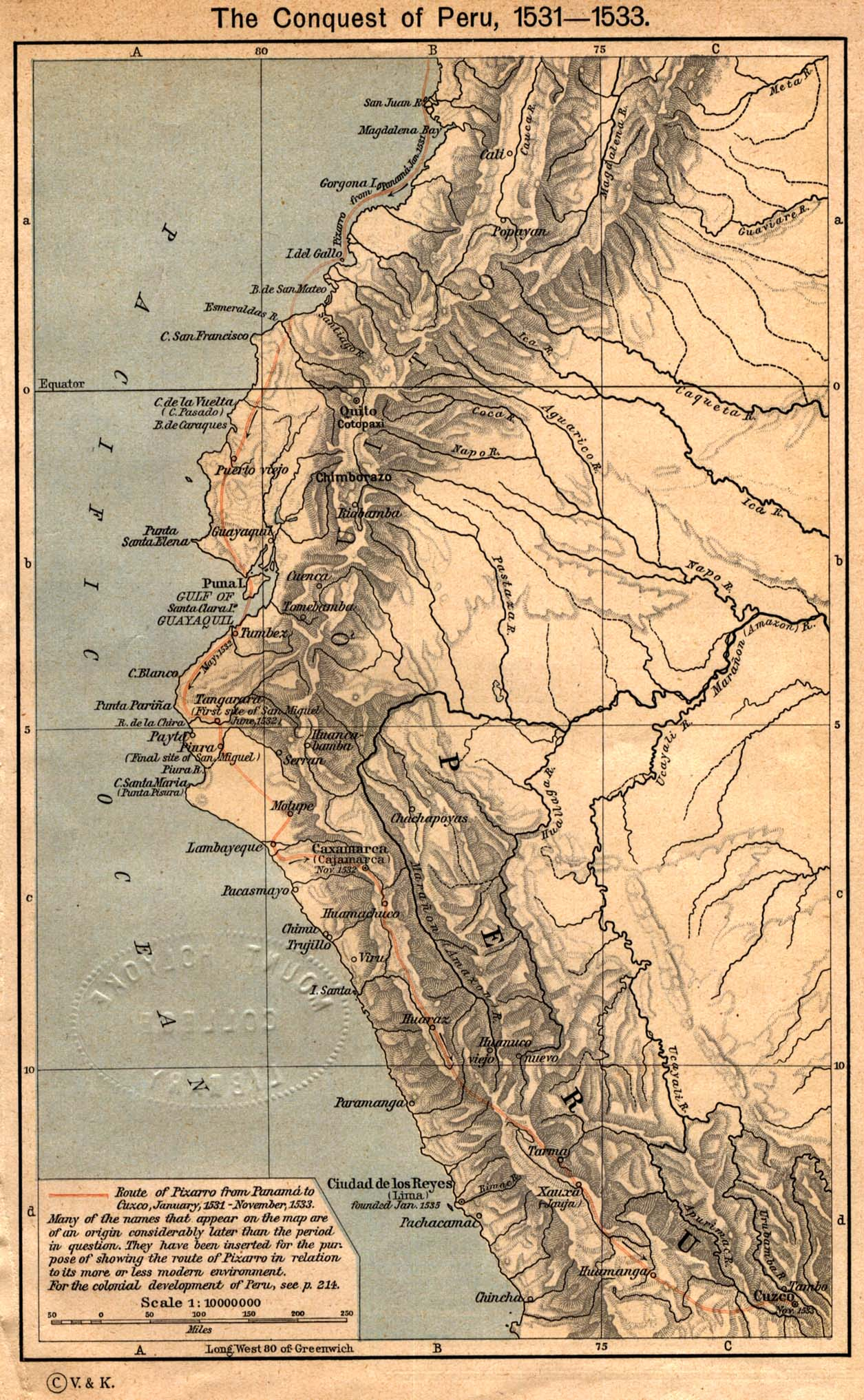
Mapa que muestra la ruta de la expedición encabezada por Pizarro durante la conquista del Imperio incaico, desde el inicio de su Tercer Viaje, hasta la llegada al Cuzco, la capital de los incas.

Pero hacia el 7 de noviembre del año de 1533, época en que Francisco Pizarro llega a Andahuaylas, en camino hacia el Cuzco; es entonces que en esa oportunidad se realiza la fundación española de Andahuaylas con el nombre de: San Pedro de Andahuaylas.

## Periodo Republicano
Creada un 21 de junio de 1825 como Provincia de Andahuaylas, por Decreto Supremo expedido por Simón Bolívar.

## Sondor
Para Alfredo Bellido, Sondor ostenta una antigüedad de 2000 años a. C.. Es por tanto un Santuario Andino, al cual hasta el día de hoy concurren los lugareños a realizar una serie de rituales denominados: "pagapus".

### Agroastronomía andina
Para los lugareños del Ande, todo es un ser viviente: la piedra, el río, el sol, la luna, las estrellas. A Sondor concurrían en fechas claves del calendario agrícola, es decir en cada uno de los Solsticios y Equinoccios, en el cual desarrollaban una serie de fiestas rituales, así mismo se celebraba el reencuentro entre comunidades lejanas. El Santuario es por tanto un centro ceremonial andino, en la que existe una alta concentración de energía de la tierra. El lugar es elegido por los sabios andinos, en el cual, el sitio por sus características permitía la conversación entre los mortales y las deidades.

## Geografía

### El valle del Chumbao
Posee una geografía ondulante, donde los accidentes geográficos que reinan en los andes, tienen una configuración suavizada por cuanto no existen muchos accidentes geográficos. Debe tenerse en cuenta además que en el valle se asientan las tres ciudades más importantes de esta provincia como son Talavera, San Jerónimo y la misma ciudad de Andahuaylas.

### Hidrografía
Los principales ríos, todas en realidad, de las principales cuencas hidrográficas de la zona tienden a desembocar en el río Pampas que a su vez es tributario del río Apurímac, en consecuencia tienen una dirección de sur a norte.

### Huancabamba
En la zona de Huancabamba se asienta el aeropuerto, el único del departamento de Apurimac, este espacio geográfico constituye una meseta natural donde alberga también a una comunidad campesina; en la zona es común la siembra de papas y otros tubérculos propios de la zona como es la maca; así mismo también crece la famosa "escorzonera" planta medicinal con propiedades desinflamantes, que es utilizada para los problemas de la próstata.
Un lugar digno de visitar.